# Родино (Антроповский район)
Родино — упразднённая деревня в Антроповском районе Костромской области России.

## География
Урочище находится в центральной части Костромской области, в подзоне южной тайги, на левом берегу реки Левды (правый приток Шачи), на расстоянии приблизительно 38 километров (по прямой) к юго-юго-западу от посёлка Антропово, административного центра района. Абсолютная высота — 152 метра над уровнем моря.

### Климат
Климат характеризуется как умеренно континентальный, с продолжительной холодной многоснежной зимой и коротким сравнительно тёплым летом. Среднегодовая температура воздуха — 2,5 °C. Средняя температура воздуха самого холодного месяца (января) — −12,6 °C (абсолютный минимум — −38 °C); самого тёплого месяца (июля) — 18,2 °C (абсолютный максимум — 36 °С). Годовое количество атмосферных осадков — 500—550 мм, из которых большая часть выпадает в тёплый период.

## История
В «Списке населенных мест Костромской губернии по сведениям 1870-72 годов» населённый пункт упомянут как деревня Макарьевского уезда, расположенная при речке Добрихе, в 80 верстах от уездного города. В Родине насчитывалось 20 дворов и проживало 110 человек (46 мужчин и 64 женщины).
В 1907 году в деревне, относящейся к Кусской волости, имелся 31 двор и проживало 194 человека.
По состоянию на 1 января 1981 года входила в состав Котельниковского сельсовета.